# Área metropolitana de Valencia
El Área metropolitana de Valencia conforma una red urbana organizada en torno a la costa central Comunidad Valenciana, y más concretamente alrededor de la ciudad principal de Valencia. Se trata de la tercera aglomeración en número de habitantes de España y una de las más importantes de Europa, con 1 635 239 habitantes (2024) y 44 municipios, distribuidos en una extensión de 627,6 km2. Aunque oficialmente la comarca de la Huerta de Valencia es el área metropolitana real, incluye la Ciudad de Valencia, junto con las comarcas de la Huerta Sur y la Huerta Norte. Existen diferentes estudios cuyos resultados varían.
Según el Ayuntamiento de Valencia, así como la Dirección General de Suelo y Políticas Urbanas del Ministerio de Fomento, el área metropolitana de la ciudad está integrada por 45 municipios que abarcan un total de 1 645 869 habitantes (INE 2024), distribuidos en una extensión de 628,9 km² y con una densidad de población de 2617 hab./km².

## Definición
El área metropolitana de Valencia se expande en torno al entramado urbano de todos los municipios que antiguamente integraban la histórica comarca de la Huerta de Valencia.
La comarca de la Huerta de Valencia está considerada como área metropolitana real y oficial de la ciudad de Valencia. Se incluye la ciudad de Valencia y los municipios de las comarcas:
- La Huerta Norte (23 municipios), desde Paterna hasta Puzol, (317 148 habitantes). (INE 2024).
- La Huerta Sur (20 municipios) desde Manises hasta Silla y Picasent, (492 148 habitantes). (INE 2024).
- La propia ciudad de Valencia (incluyendo pedanías, 825 948 habitantes). (INE 2024).

La mayoría de los municipios que forman el área metropolitana, tienen una buena conurbación entre ellos y también con la ciudad de Valencia formando un continuo urbano y una gran metrópolis. En total, son 44 municipios y 1 635 239 habitantes (a fecha de 2024), distribuidos en una extensión de 627,6 km2. Es la tercera área metropolitana más importante y más poblada de España y una de las más importantes de Europa.
El río Turia a su paso por los municipios de Paterna y Manises, separa el término geográfico entre la Huerta Norte y la Huerta Sur.
Su elevado crecimiento en población en los municipios de las comarcas de la Huerta Norte y la Huerta Sur, se produjo durante los años 1960 y 1970 con la inmigración de otras comunidades autónomas, como Andalucía, Castilla-La Mancha o Aragón.
A) Ciudad de Valencia: 825 948 habitantes.                           
B) Área metropolitana: 809 291 habitantes (excepto Valencia) (solo los municipios de las comarcas de la huerta norte y sur). 

### Comunicaciones

#### Carreteras: accesos a la ciudad y circunvalaciones
Estos municipios se encuentran alrededor de la ciudad de Valencia, con una distancia de hasta unos 15 Kilómetros de la capital, siguiendo las principales carreteras de entradas y salidas de la capital. Por el norte la carretera de Barcelona por la antigua N-340 y la V-21 o autovía de Puzol, hasta enlazar en Puzol con la A-7, AP-7 y V-23 por el noroeste la CV-35 o la pista de Ademuz, por el oeste la carretera de Madrid o A-3 y por el sur la carretera de Alicante por la antigua carretera real de Madrid o N-340 y la V-31 o la pista de Silla, hasta enlazar en Silla con la A-7 y AP-7.
El área metropolitana de Valencia también dispone de varias carreteras de circunvalación. 
- A-7  o By-pass de Valencia. Rodea la primera corona del área metropolitana de Valencia. La circunvalación discurre desde Puzol (al norte de Valencia) hasta Silla (al sur de Valencia). Fue inaugurada a principios de los años 1990.
- V-30  Rodea la ciudad de Valencia por el sur y oeste, enlazando con la CV-30 o (Ronda norte) para llegar al enlace de la V-21 y rodear toda la ciudad de Valencia. La circunvalación discurre desde el puerto de Valencia hasta la A-7 . Fue inaugurada a principios de los años 1970, el tramo desde el puerto hasta Cuart de Poblet y el tramo desde Cuart de Poblet hasta la A-7 se inauguró a principios de los años 1990.
- CV-30  o Ronda Norte de Valencia. Rodea la ciudad de Valencia por el norte y oeste, enlazando con la V-30 para llegar al Puerto de Valencia y rodear toda la ciudad de Valencia. La circunvalación discurre en tramo en autovía desde la V-30 hasta la CV-35, luego se convierte en avenida hasta el enlace de la V-21. Fue inaugurada por tramos durante los años 2000.

Todas estas circunvalaciones hacen que todo el tráfico procedente de las carreteras de: 
- Castellón/Barcelona por  A-7  o por  AP-7 .
- Teruel/Zaragoza por  V-23  y  A-23 .
- Madrid por  A-3 .
- Albacete por  A-7  y  A-35 .
- Alicante por  A-7  o por  AP-7 .

No tengan que entrar dentro de la ciudad de Valencia.

#### Ferrocarril
Las estaciones ferroviarias más importantes de Valencia y su área metropolitana son:
- Estación del Norte. (Es la estación principal de ferrocarril de la ciudad). Da servicio a todas las líneas de Cercanías Valencia, trenes de Media Distancia y algunos servicios de Larga distancia. Situada al sur del centro histórico de Valencia.
- Estación de Valencia-Joaquín Sorolla. (Es la segunda estación principal de ferrocarril de la ciudad). Da servicio a los trenes de Alta Velocidad y algunos de Larga distancia.
- Estación de Valencia-Cabañal. Da servicio a las líneas  y  de Cercanías Valencia y los trenes de Media Distancia de las líneas a Zaragoza y Barcelona.
- Estación de Pont de Fusta. (Antigua estación de Feve de la zona norte de Valencia). Da servicio a la línea  de Metrovalencia. Situada al norte del centro histórico de Valencia.
- Estación de Jesús. (Antigua estación de Feve de la zona sur de Valencia). Da servicio a las líneas    de Metrovalencia. Situada a 150 m de la Estación de Valencia-Joaquín Sorolla

#### Aeropuerto
El Aeropuerto de Valencia se encuentra, a 8 kilómetros al oeste de la capital. Entre los términos de Manises y Cuart de Poblet. Las líneas aéreas que salen desde este aeropuerto son con vuelos nacionales e internacionales.

#### Puerto
El Puerto de Valencia es el puerto más grande de España y el cuarto más importante de Europa, tanto en tráfico de contenedores como en cruceros.

### Playas de la comarca o del área metropolitana
La comarca o área metropolitana cuenta con 43 kilómetros de playas, desde la playa de Puzol al norte de Valencia, hasta la playa de El Perellonet al sur.

### Castillos y fortalezas importantes de la comarca o del área metropolitana
La comarca o área metropolitana cuenta con las Torres de Serranos y las Torres de Cuart, ambas torres situadas en el centro de Valencia, el Castillo de Alacuás, el Castillo de Albalat dels Sorells, el Castillo de Burjasot, las ruinas del Castillo del Puig y el Monasterio de Santa Maria del Puig, considerado como monasterio fortificado.
El área metropolitana de Valencia cuenta con cuatro ámbitos, según los estudios y criterios.

### Tipología
- Área metropolitana oficial: Incluye la Ciudad de Valencia, los municipios de las comarcas de la Huerta Norte y la Huerta Sur. (44 municipios) y (1 635 239 habitantes). (INE 2024).
- Ayuntamiento de Valencia y ministerio de fomento: Incluye la Ciudad de Valencia, los municipios de las comarcas de la Huerta Norte, la Huerta Sur y el municipio de San Antonio de Benagéber de la comarca del Campo de Turia. (45 municipios) y (1 609 856 habitantes). (INE 2023).
- Autoridad de Transporte Metropolitano de Valencia: Incluye la Ciudad de Valencia. Primera corona metropolitana. Todos los municipios de la comarca de la Huerta de Valencia. Segunda corona metropolitana. Gran parte de municipios de la comarca del Campo de Turia, tres municipios de la Ribera Alta, dos de la Ribera Baja y uno del Campo de Murviedro. (60 municipios) y (1 877 386 habitantes).
- Plan de Movilidad Metropolitano Sostenible del Área de Valencia. (Pmome Valencia): Incluye cuatro núcleos urbanos o coronas metropolitanas.

1. El casco urbano de Valencia.  Incluye la Ciudad de Valencia (excluyendo las pedanías de Valencia).
2. El continuo urbano.  Incluye los municipios más cercanos a la ciudad y pertenecen a la comarca de la Huerta de Valencia.
3. La primera corona metropolitana, que son los municipios un poco más alejados de la ciudad y pertenecen también a la comarca de la Huerta de Valencia, (en esta corona también se incluyen las pedanías de Valencia excluidas anteriormente).
4. La segunda corona metropolitana, que son los cuatro municipios más lejanos de la ciudad y también pertenecen a la comarca de la Huerta de Valencia, una gran parte de la comarca Campo de Turia, cinco municipios de la Ribera Alta, tres de la Ribera Baja, dos del Campo de Murviedro, cuatro de la Hoya de Buñol y uno de la comarca de Los Serranos.

Todos los municipios de los cuatro núcleos metropolitanos, hacen un total de (71 municipios), (1 892 091 habitantes) (Ine 2016) y una extensión de (2133,1 km²).
Los municipios que oficialmente forman la segunda corona del área metropolitana de Valencia son:
- Zona norte: Sagunto (incluyendo el Puerto de Sagunto).
- Zona oeste: Benaguacil, Benisanó, Bétera, La Eliana, Liria, Loriguilla, Puebla de Vallbona, Ribarroja del Turia, San Antonio de Benagéber y Villamarchante.
- Zona sur: Alginet, Almusafes, Benifayó, Carlet y Sollana.

## Según el Ayuntamiento de Valencia

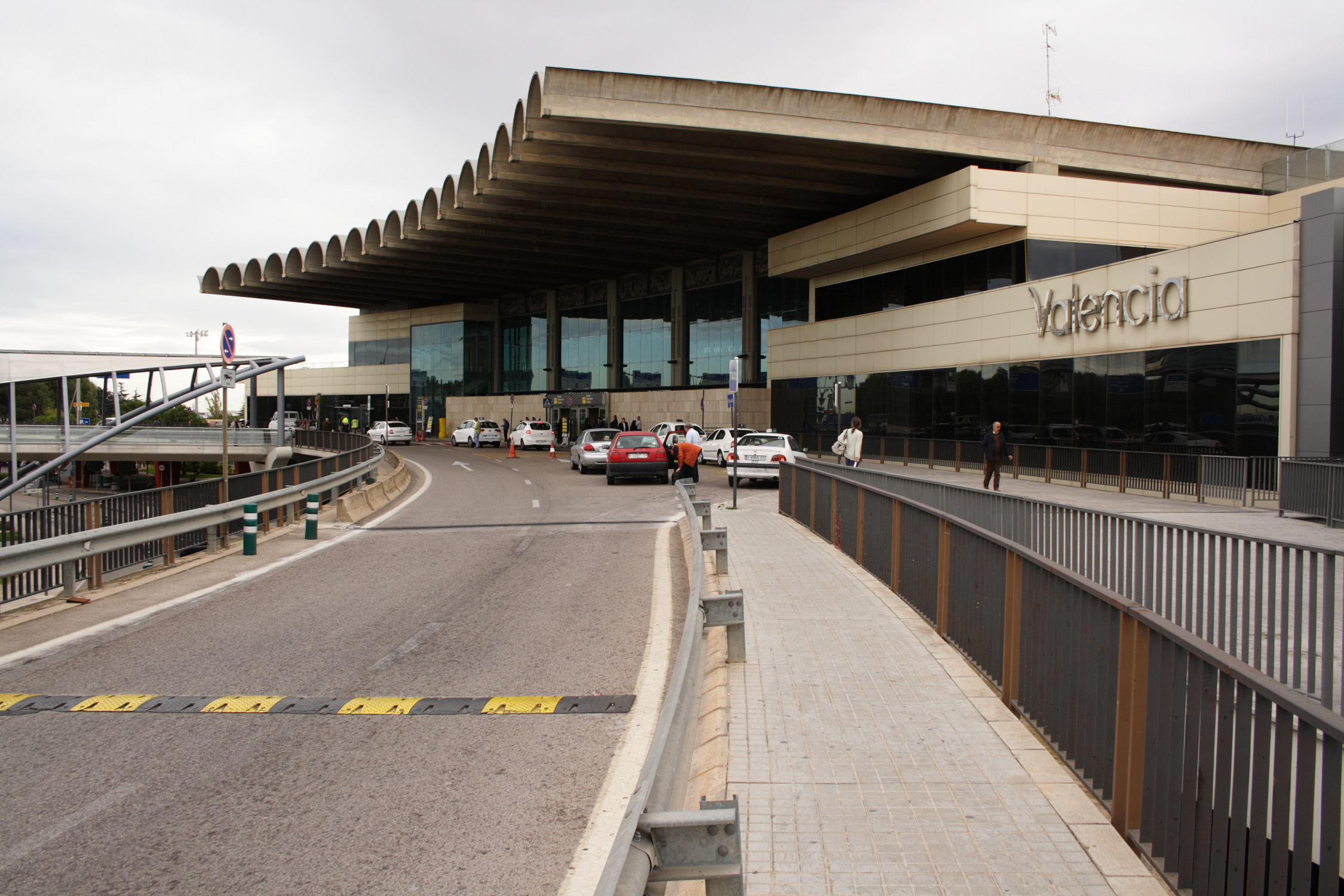
El Aeropuerto de Valencia está en Manises localizado en Huerta Sur.

Según el Ayuntamiento de Valencia, el área metropolitana de la ciudad está compuesta por la totalidad de municipios integrados en las actuales comarcas de Huerta Norte, y Huerta Sur, junto a la propia ciudad de Valencia y el municipio de San Antonio de Benagéber (este último segregado del de Paterna en 1997 y adscrito desde entonces a la comarca del Campo de Turia). Dicha área abarca un total de 1 609 856 habitantes, distribuidos en una extensión de 628,9 km² y con una densidad de población de 2514 hab./km² (INE 2023).
| Ayuntamiento de Valencia: Área metropolitana de Valencia |                                                                                       |                                                                                  |                                                                                       |
| Zona                                                     | Población (2023)                                                                      | Superficie km²                                                                   | Densidad H/km²                                                                        |
| Ciudad de Valencia                                       | 804 121                                                                               | 134,65                                                                           | 5850,78                                                                               |
| Área metropolitana menos Valencia                        | Huerta Norte (312 388) Huerta Sur (483 147) San Antonio de Benagéber (10 200) 805 735 | Huerta Norte (184,44) Huerta Sur (309,73) San Antonio de Benagéber (8,74) 502,14 | Huerta Norte (1732,01) Huerta Sur (1530,82) San Antonio de Benagéber (714,65) 1001,72 |
| Total                                                    | 1 609 856                                                                             | 628,9                                                                            | 3977,48                                                                               |

### Municipios del área metropolitana de Valencia
Según el padrón de habitantes de 2021, los municipios del área metropolitana de Valencia son los siguientes:
| Municipio                | Población (INE 2024) | Extensión (km²) | Densidad (hab/km²) | Distancia a Valencia (km) | Comarca        |
| ------------------------ | -------------------- | --------------- | ------------------ | ------------------------- | -------------- |
| Alacuás                  | 30022                | 3,90            | 7 618,20           | 7,0                       | Huerta Sur     |
| Albal                    | 17038                | 7,40            | 2 240,13           | 8,0                       | Huerta Sur     |
| Albalat dels Sorells     | 4249                 | 4,60            | 877,39             | 8,8                       | Huerta Norte   |
| Alboraya                 | 26259                | 8,30            | 2 980,84           | 3,1                       | Huerta Norte   |
| Albuixech                | 4419                 | 4,40            | 943,41             | 11,0                      | Huerta Norte   |
| Alcácer                  | 10676                | 9,01            | 1 131,63           | 15,0                      | Huerta Sur     |
| Aldaya                   | 34035                | 16,10           | 2 000,24           | 8,2                       | Huerta Sur     |
| Alfafar                  | 22131                | 10,10           | 2 118,31           | 6,0                       | Huerta Sur     |
| Alfara del Patriarca     | 3623                 | 2,00            | 1 641,00           | 12,0                      | Huerta Norte   |
| Almácera                 | 7672                 | 2,70            | 2 754,81           | 7,3                       | Huerta Norte   |
| Benetúser                | 16322                | 0,76            | 19 736,84          | 5,0                       | Huerta Sur     |
| Beniparrell              | 2091                 | 3,70            | 544,59             | 9,0                       | Huerta Sur     |
| Bonrepós y Mirambell     | 4048                 | 1,10            | 3 398,18           | 5,7                       | Huerta Norte   |
| Burjasot                 | 40634                | 3,40            | 11 362,35          | 4,0                       | Huerta Norte   |
| Catarroja                | 30142                | 13,00           | 2 200,61           | 8,0                       | Huerta Sur     |
| Chirivella               | 31745                | 5,20            | 5 807,11           | 4,9                       | Huerta Sur     |
| Cuart de Poblet          | 26304                | 19,60           | 1 278,67           | 4,9                       | Huerta Sur     |
| El Puig                  | 9367                 | 26,80           | 325,29             | 14,0                      | Huerta Norte   |
| Emperador                | 693                  | 0,03            | 20 500,00          | 9,0                       | Huerta Norte   |
| Foyos                    | 7761                 | 6,50            | 1 146,46           | 9,0                       | Huerta Norte   |
| Godella                  | 13437                | 8,40            | 1 563,21           | 5,0                       | Huerta Norte   |
| Lugar Nuevo de la Corona | 121                  | 0,04            | 3 100,00           | 6,4                       | Huerta Sur     |
| Manises                  | 32273                | 20,60           | 1 516,50           | 8,0                       | Huerta Sur     |
| Masalfasar               | 2653                 | 2,50            | 1 022,00           | 11,9                      | Huerta Norte   |
| Masamagrell              | 17216                | 6,20            | 2 606,93           | 12,0                      | Huerta Norte   |
| Masanasa                 | 10345                | 5,60            | 1 746,78           | 8,0                       | Huerta Sur     |
| Meliana                  | 10990                | 4,70            | 2 334,04           | 6,6                       | Huerta Norte   |
| Mislata                  | 46153                | 2,10            | 21 104,76          | 2,3                       | Huerta Sur     |
| Moncada                  | 21993                | 15,60           | 1 411,60           | 10,0                      | Huerta Norte   |
| Museros                  | 6739                 | 12,40           | 531,93             | 11,7                      | Huerta Norte   |
| Paiporta                 | 27748                | 3,90            | 6 798,46           | 5,5                       | Huerta Sur     |
| Paterna                  | 74822                | 35,85           | 1 981,45           | 5,0                       | Huerta Norte   |
| Picaña                   | 11876                | 7,10            | 1 634,64           | 6,8                       | Huerta Sur     |
| Picasent                 | 22695                | 85,78           | 247,87             | 17,7                      | Huerta Sur     |
| Puebla de Farnals        | 9076                 | 3,60            | 2 257,77           | 13,3                      | Huerta Norte   |
| Puzol                    | 21298                | 18,06           | 1 092,85           | 18,0                      | Huerta Norte   |
| Rafelbuñol               | 9710                 | 4,20            | 2 178,33           | 14,8                      | Huerta Norte   |
| Rocafort                 | 7753                 | 2,30            | 3 180,00           | 7,7                       | Huerta Norte   |
| San Antonio de Benagéber | 10630                | 8,74            | 1 062,47           | 14,0                      | Campo de Turia |
| Sedaví                   | 10908                | 1,80            | 5 772,77           | 5,2                       | Huerta Sur     |
| Silla                    | 20117                | 25,00           | 763,12             | 12,3                      | Huerta Sur     |
| Tabernes Blanques        | 9205                 | 0,70            | 13 177,14          | 2,4                       | Huerta Norte   |
| Torrente                 | 89401                | 69,30           | 1 211,57           | 9,0                       | Huerta Sur     |
| Valencia                 | 825948               | 134,65          | 5 942,26           | -                         | Valencia       |
| Vinalesa                 | 3531                 | 1,50            | 2 274,66           | 10,0                      | Huerta Norte   |
| Total                    | 1 645 869            | 628,81          | 2617,43            | -                         | -              |

Según el proyecto AUDES5 (datos 2009), el área metropolitana de Valencia, contaría con una población de 1 729 491 habitantes con una densidad de población de 1490,04 hab./km², la cual, también formaría una conurbación aún más amplia hasta intengrar en su seno a otras áreas urbanas cercanas (concretamente al área urbana de Sagunto), abarcando finalmente una superficie de 1160,7 km².
| Proyecto AUDES: Área metropolitana de Valencia |                      |                |                |
| Zona                                           | Población (INE 2009) | Superficie km² | Densidad H/km² |
| Área urbana de Valencia                        | 1 605 008            | 865,3          | 1854,85        |
| Área urbana de Sagunto                         | 124 483              | 295,4          | 421,4          |
| Total                                          | 1 729 491            | 1160,7         | 1490,04        |

## Según la Autoridad de Transporte Metropolitano de Valencia (ATMV)
Según la Autoridad de Transporte Metropolitano de Valencia el área metropolitana de Valencia está constituida por 60 municipios que se corresponden con todos los de la comarca de la Huerta de Valencia, gran parte de los del Campo de Turia, tres de la Ribera Alta, dos de la Ribera Baja y uno del Campo de Murviedro.
Ocupa una superficie de 1397,75 km², y tiene una población de 1 774 350 habitantes (INE 2008), contando por tanto con una densidad de población de 1269 hab./km².
| aMM - Área metropolitana de Valencia |                      |             |                 |
| Zona                                 | Población (INE 2008) | Extensión   | Densidad        |
| Casco urbano de Valencia             | 846 733 hab.         | 62,54 km²   | 13 539 hab./km² |
| Primera corona metropolitana         | 663 580 hab.         | 474,61 km²  | 1398 hab./km²   |
| Segunda corona metropolitana         | 198 216 hab.         | 728,20 km²  | 272 hab./km²    |
| Tercera corona metropolitana         | 65 821 hab.          | 132,40 km²  | 497 hab./km²    |
| Total                                | 1 774 350 hab.       | 1397,75 km² | 1269 hab./km²   |

### Coronas y municipios del área metropolitana
La ATMV distingue en el área metropolitana la función de dos coronas y 60 municipios, agrupadas en torno a la ciudad de Valencia.
Este ámbito metropolitano está dividido en tres zonas:
- Zona Norte: Desde Alboraya y Burjassot hasta Sagunto, (incluyendo el Puerto de Sagunto).
- Zona Oeste: Desde Mislata y Chirivella hasta Liria y Villamarchante.
- Zona Sur: Desde Sedaví hasta Sollana y Carlet.

El 31 de enero de 2022, el área metropolitana de Valencia pasó de tener 4 zonas tarifarias (A, B, C y D) a tener 2 (A y B) y la integración tarifaria, con un título a su disposición el bono transbordo AB. Un título de transporte que permite la intermodalidad en los servicios de metrovalencia, metroBus, EMT Valencia y Cercanías Valencia.
El área metropolitana de Valencia cuenta con tres delimitaciones:
Primera delimitación) Zona A: Ciudad de Valencia. (Incluyendo pedanías) (825 948 habitantes) (INE 2024) y una superficie de (134,6 km²). 
Segunda delimitación) Zona de solape A y B: Primera corona metropolitana. Municipios de las comarcas Huerta Norte y Huerta Sur. Es el área metropolitana de Valencia oficial (43 municipios). (Esta corona junto con la ciudad de Valencia, cuenta con 44 municipios y 1 635 339 habitantes) (INE 2024) y una superficie de (627,6 km²). Los municipios de esta corona se encuentran a una distancia de hasta 15 kilómetros con la capital.
Tercera delimitación) Zona B: Segunda corona metropolitana o región metropolitana. Municipios de las comarcas Campo de Murviedro, Campo de Turia, Ribera Baja y Ribera Alta. Pertenecientes al área metropolitana de Valencia (16 municipios). (Esta corona junto con los municipios de la primera corona y la ciudad de Valencia, todo el ámbito metropolitano o la región metropolitana, cuenta con 60 municipios y un total de 1 950 159 habitantes) (INE 2024) y una superficie de (1341,4 km²). Los municipios de esta corona se encuentran a una distancia entre 15 y 30 kilómetros con la capital.

#### Zona A: casco urbano de Valencia
Incluye la ciudad (excluyendo sus diversas pedanías). Se encuentra limitada por el nuevo cauce del río Turia al sur y al oeste, por el mar Mediterráneo al este y por la ronda norte al norte. En ella se observa una clara especialización económica en el sector servicios. La densidad de población es muy elevada, en torno a los 15 000 hab./km².
Los municipios de Alboraya, Mislata y Tabernes Blanques, estuvieron incluidos en la zona A, hasta el 31 de enero de 2022.
Ahora pertenecen a la zona de solape A-B. 
| Ciudad                             | Comarca            | Población (hab) (INE 2023) | Extensión km² | Densidad hab/km² | Distancia a Valencia (km) |
| ---------------------------------- | ------------------ | -------------------------- | ------------- | ---------------- | ------------------------- |
| Valencia (excluyendo las pedanías) | Ciudad de Valencia | 804 121                    | 51,44         | 14 997           | 0                         |
| Total                              | —                  | 804 121                    | 51,44         | 14 997           | —                         |

#### Zona de solape A-B: primera corona metropolitana
En la actualidad se encuentra limitada por la autovía A-7 y comprende los municipios más próximos a Valencia, comarca la Huerta de Valencia incluyendo desde el 31 de enero de 2022, los municipios de, Alcácer, Picasent, El Puig y Puzol, que estaban antes en la zona C. (Los municipios de esta corona se encuentran a una distancia de hasta 15 kilómetros de la capital).
En esta zona se observa una mayor concentración industrial. El sector primario, muy importante tradicionalmente (en especial la agricultura), ha perdido presencia económica debido al cambio de uso del suelo, que se ha urbanizado en su gran mayoría. La densidad aquí es menor, en torno a 1500 hab./km². A diferencia de las áreas metropolitanas de Madrid o Barcelona, no existe ningún municipio de un tamaño excesivamente grande, siendo el más poblado Torrente, con 76 927 hab. Ello es debido en parte al escaso término municipal de la mayoría de localidades. Sin embargo, sí que existen diversas conurbaciones que en conjunto cuentan con una gran cantidad de población, como pueden ser Benimámet-Burjasot-Godella-Rocafort, Alacuás-Aldaya, Manises-Cuart de Poblet, Sedaví-Alfafar-Benetúser-Lugar Nuevo de la Corona-Masanasa-Catarroja-Albal o Paiporta-Picaña. Debido al crecimiento urbano y la mejora de las infraestructuras (en concreto de la construcción de la Ronda Norte y los proyectos de enterramiento de las líneas 1, 2 y 3 de MetroValencia), se va a provocar en poco tiempo la conurbación de varias de estas localidades con la ciudad de Valencia, como el conjunto Benimámet-Burjasot-Godella-Rocafort.
| Ciudad                   | Comarca            | Población (hab) (INE 2021) | Extensión km² | Densidad hab/km² | Distancia a Valencia (km) |
| ------------------------ | ------------------ | -------------------------- | ------------- | ---------------- | ------------------------- |
| Albalat dels Sorells     | Huerta Norte       | 4110                       | 4,60          | 817              | 8,8                       |
| Alacuás                  | Huerta Sur         | 29 649                     | 3,90          | 7768             | 7,0                       |
| Albal                    | Huerta Sur         | 16 646                     | 7,40          | 2038             | 8,0                       |
| Alboraya                 | Huerta Norte       | 24 904                     | 8,30          | 2671             | 3,1                       |
| Albuixech                | Huerta Norte       | 4189                       | 4,40          | 862              | 11,0                      |
| Alcácer                  | Huerta Sur         | 10 266                     | 8,50          | 1050             | 15,0                      |
| Aldaya                   | Huerta Sur         | 32 313                     | 16,10         | 1812             | 8,2                       |
| Alfafar                  | Huerta Sur         | 21 415                     | 10,10         | 2045             | 6,0                       |
| Alfara del Patriarca     | Huerta Norte       | 3301                       | 2,00          | 1492             | 12,0                      |
| Almácera                 | Huerta Norte       | 7433                       | 2,70          | 2576             | 7,3                       |
| Benetúser                | Huerta Sur         | 15 430                     | 0,80          | 18 530           | 5,0                       |
| Beniparrell              | Huerta Sur         | 2024                       | 3,70          | 528              | 9,0                       |
| Bonrepós y Mirambell     | Huerta Norte       | 3780                       | 1,10          | 2847             | 8,0                       |
| Burjasot                 | Huerta Norte       | 38 712                     | 3,40          | 11 079           | 7,0                       |
| Catarroja                | Huerta Sur         | 28 509                     | 13,00         | 2042             | 8,0                       |
| Chirivella               | Huerta Sur         | 30 208                     | 5,20          | 5891             | 4,9                       |
| Cuart de Poblet          | Huerta Sur         | 25 035                     | 19,70         | 1291             | 4,9                       |
| Emperador                | Huerta Norte       | 698                        | 0,10          | 5590             | 9,0                       |
| Foyos                    | Huerta Norte       | 7502                       | 6,50          | 996              | 9,0                       |
| Godella                  | Huerta Norte       | 13 027                     | 8,30          | 1546             | 5,0                       |
| Lugar Nuevo de la Corona | Huerta Sur         | 124                        | 0,10          | 1050             | 6,4                       |
| Manises                  | Huerta Sur         | 31 287                     | 19,60         | 1555             | 8,0                       |
| Masalfasar               | Huerta Norte       | 2574                       | 2,50          | 810              | 11,9                      |
| Masamagrell              | Huerta Norte       | 16 132                     | 6,20          | 2397             | 12,0                      |
| Masanasa                 | Huerta Sur         | 9845                       | 5,60          | 1569             | 8,0                       |
| Meliana                  | Huerta Norte       | 10 926                     | 4,70          | 2170             | 6,6                       |
| Mislata                  | Huerta Sur         | 44 320                     | 2,10          | 20 828           | 2,3                       |
| Moncada                  | Huerta Norte       | 21 875                     | 15,80         | 1370             | 10,0                      |
| Museros                  | Huerta Norte       | 6618                       | 12,50         | 406              | 11,7                      |
| Paiporta                 | Huerta Sur         | 26 401                     | 3,90          | 5960             | 5,5                       |
| Paterna                  | Huerta Norte       | 71 326                     | 35,90         | 1725             | 5,0                       |
| 'Pedanías de Valencia'   | Ciudad de Valencia | 35 734                     | 83,21         | 429              | —                         |
| Picasent                 | Huerta Sur         | 21 487                     | 85,90         | 226              | 17,7                      |
| Picaña                   | Huerta Sur         | 11 692                     | 7,50          | 1448             | 6,8                       |
| Puebla de Farnals        | Huerta Norte       | 8205                       | 3,60          | 1967             | 13,3                      |
| El Puig                  | Huerta Norte       | 8737                       | 26,80         | 317              | 14,0                      |
| Puzol                    | Huerta Norte       | 19. 975                    | 19,10         | 968              | 18,0                      |
| Rafelbuñol               | Huerta Norte       | 9351                       | 4,20          | 1821             | 14,8                      |
| Rocafort                 | Huerta Norte       | 7445                       | 2,40          | 2743             | 7,7                       |
| Sedaví                   | Huerta Sur         | 10 344                     | 1,80          | 5417             | 5,2                       |
| Silla                    | Huerta Sur         | 19 211                     | 25,00         | 759              | 12,3                      |
| Tabernes Blanques        | Huerta Norte       | 9205                       | 0,70          | 13 361           | 2,8                       |
| Torrente                 | Huerta Sur         | 84 025                     | 69,20         | 1112             | 9,0                       |
| Vinalesa                 | Huerta Norte       | 3451                       | 1,50          | 1980             | 10,0                      |
| Total                    | —                  |                            |               |                  | —                         |

#### Zona B: segunda corona metropolitana
En la actualidad, aquí se incluyen las poblaciones de la Huerta de Valencia exteriores a la A-7 junto con las del resto de comarcas, incluyendo también el municipio de Loriguilla.
(Los municipios de esta corona se encuentran a una distancia entre 15 y 30 kilómetros de la capital). 
Esta zona se ha incorporado recientemente al área metropolitana debido a la mejora de las comunicaciones y al incremento del precio de la vivienda en zonas más cercanas a la capital. El crecimiento se ha basado sobre todo en la construcción de urbanizaciones de adosados, por lo que la densidad de población es menor que en la primera corona. Esta es la zona más difusa del área metropolitana, debido a la dificultad de encontrar su límite, por lo que según los estudios que se consulten se incorporan diferentes localidades.
También pertenece a la zona B la ciudad de Sagunto, incluyendo el Puerto de Sagunto, que hasta el 31 de enero de 2022 pertenecía a la zona D.
| Ciudad                   | Comarca            | Población (hab) (INE 2022) | Extensión km² | Densidad hab/km² | Distancia a Valencia (km) |
| ------------------------ | ------------------ | -------------------------- | ------------- | ---------------- | ------------------------- |
| Alginet                  | Ribera Alta        | 14 219                     | 24,10         | 541,78           | 27                        |
| Almusafes                | Ribera Baja        | 8929                       | 10,80         | 758,24           | 22,8                      |
| Benaguacil               | Campo de Turia     | 11 568                     | 25,40         | 422,36           | 24                        |
| Benifayó                 | Ribera Alta        | 11 877                     | 20,10         | 602,93           | 21,9                      |
| Benisanó                 | Campo de Turia     | 2345                       | 2,30          | 928,69           | 24                        |
| Bétera                   | Campo de Turia     | 26 289                     | 75,70         | 268,05           | 14,4                      |
| Carlet                   | Ribera Alta        | 15 945                     | 45,60         | 336,97           | 30,8                      |
| La Eliana                | Campo de Turia     | 16 549                     | 8,80          | 1 880,56         | 15                        |
| Liria                    | Campo de Turia     | 24 036                     | 228,00        | 98,42            | 24,9                      |
| Loriguilla               | Campo de Turia     | 2100                       | 72,4          | 37,42            | 20                        |
| Puebla de Vallbona       | Campo de Turia     | 25 625                     | 33,10         | 590,33           | 20                        |
| Ribarroja del Turia      | Campo de Turia     | 23 050                     | 57,50         | 346,74           | 20                        |
| Sagunto                  | Campo de Murviedro | 68 066                     | 132,40        | 497,13           | 25                        |
| San Antonio de Benagéber | Campo de Turia     | 9874                       | 8,10          | 658,02           | 14                        |
| Sollana                  | Ribera Baja        | 4915                       | 39,20         | 124,71           | 22                        |
| Villamarchante           | Campo de Turia     | 10 348                     | 71,10         | 116,13           | 25                        |
| Total                    | —                  |                            |               |                  | —                         |